# Mussa ibn Zurara
Mussa ibn Zurara (àrab: موسى بن زرارة, Mūsà b. Zurāra) fou emir d'Arzèn des d'una data desconeguda però vers el 813, amb l'adveniment de la Guerra Civil dels abbàssides. Fou per un temps rebel a l'ostikan d'Armènia, al qual estava sotmès més tard.
L'historiador Tomas Arzeruni diu que el 847 la princesa de Bitlis, que era la germana de Bagarat (Bagrat) Bagratuní, va salvar Mussa, que havia estat vençut; d'això els historiadors dedueixen que va enllaçar amb els Bagratuní quan es va casar amb una filla (alguns suposen que més aviat seria una neta) d'Asoci el Gran.
Vers el 850 Mussa ibn Zurara fou encarregat per l'ostikan de recollir el tribut del príncep Bagrat I, el seu suposat parent, però aquest, amb ajut dels Arzerunis, va derrotar l'emir a Altzniq (850).
Vers 851/852 va donar un cert suport a Bagrat contra Yússuf ibn Muhàmmad ibn Yússuf al-Marwazí, fill i successor de l'ostikan Abu-Saïd Muhàmmad ibn Marwazí (al qual Mussa havia estat lleial). Això va provocar l'expedició del nou ostikan Bogha al-Kabir (853), en què fou fet presoner i enviat a Samarra.
El va succeir el seu fill Abu-l-Maghrà ibn Mussa.